# The RuPaul Show
The RuPaul Show fue un talk show americano emitido en la cadena de televisión VH1 en 1996. Presentado por la Drag queen, RuPaul, el show recibía muchos invitados famosos del mundo del espectáculo y destacó por ser uno de los primeros programas nacionales en los Estados Unidos con un presentador abiertamente homosexual. La cantante y personalidad de la radio, Michelle Visage era la copresentadora.

## Dinámica del programa
En el show encontramos a RuPaul entrevistando a diferentes invitados que abarcan desde músicos y actores hasta figuras de la cultura pop. Aparte de las entrevistas, el programa también contaba con sketch y actuaciones cómicas. RuPaul también actuaba interpretando canciones propias junto a dos bailarines.
Entre los invitados se incluyen artistas y personalidades como Cher, Olivia Newton, Eartha Kitt, Cindy Lauper, Pam Grier, Millie Jackson, Backstreet Boys y muchos otros.
Diana Ross hizo algunas apariciones en el show. Diana siempre había sido una musa para RuPaul, el cual incluyó letras de canciones de Diana como "It's My House" o "The Boss" en su canción "House of love", y haciendo referencia a Diana en la canción y video "Back to My Roots". Ru también hizo una cover de la canción de Diana "Work that Body" en su álbum de 1996 "Foxy Lady" . En su primera biografía, Ru cuenta cómo conoció a Diana en un avión. RuPaul también hizo una aparición en el video de la cover de Diana en 1995 de "I Will Survive".

## Emisión
El primer episodio se emitió el 12 de octubre de 1996 en la cadena VH1. El programa duraba alrededor de 25 minutos y estuvo en antena durante casi 2 años. Se emitió el último episodio el 23 de septiembre de 1998  y RuPaul no volvió a ser presentador hasta 2009, en su programa RuPaul's Drag Race.